# I. Ariobarzanész kappadókiai király
I. Ariobarzanész Philoromaiosz (ógörögül: Ἀριοϐαρζάνης Φιλορώμαιος), (? – Kr. e. 62) kappadókiai király Kr. e. 95-től haláláig.
Ariobarzanész római szenátus nevezte ki Kappadókia királyává. VI. Mithridatész pontoszi király többször elűzte országából, de Aquillius és Sulla Kr. e. 90-ben és Kr. e. 85-ben is visszahelyezte Kappadókia élére. Mithridatész továbbra is háborgatta, és rábírta vejét, II. Tigranész örmény királyt, hogy törjön be az államba. Kappadókiát védelmül Lucullus hadvezért vezetésével a rómaiak szállták meg, de kivonulásukkor ismét Mithridatész foglalta el. Mithirdatészt csak Lucullus utóda, Pompeius tudta kiűzni, és Kr. e. 65-ben a tartományt Ariobarzanésznek vissza is szolgáltatta. Ariobarzanész még néhány évig uralkodott, amíg Kr. e. 62-ben el nem hunyt. Életéről Appianosz, Plutarkhosz, Justinus és Livius számol be az ókori történetírók közül. A trónon fia, II. Ariobarzanész követte.